# Bisaltes elongatus
Bisaltes elongatus är en skalbaggsart som beskrevs av Stefan von Breuning 1939. Bisaltes elongatus ingår i släktet Bisaltes och familjen långhorningar. Inga underarter finns listade.